# Valar
Valar (ental Vala, hunkøn flertal Valier) er i J.R.R. Tolkiens univers en kategori af overnaturlige væsener, der fungerer som guder over verden Eä.
Før højguden Eru skabte verden, opstod ainurne af hans tanker, og af de ainur, der valgte at stige ned på den nyskabte verden, blev de mægtigste til valarne. De øvrige ainur af lavere rang, der sted ned, kaldes maiar. Dette beskrives væsentligst i værket Silmarillion.
De femten valar er:
- Manwë, valarnes konge og den, der styrer luften og vindene.
- Ulmo, havets herre.
- Aulë, valarnes smed og hersker over sten og jord.
- Oromë, jæger og beskytter af træer og heste.
- Mandos, vala-dommeren og hersker over de dødes sale.
- Lórien, herre over syn og drømme.
- Tulkas, kriger og den stærkeste af valarne.
- Melkor, den mægtigste vala, som blev ond. Han styrede oprindelig heden og frosten.
- Varda, stjernefruen.
- Javanna, ansvarlig for alt der vokser og gror.
- Nienna, sorgens, barmhjertigheden og håbets frue.
- Estë, helbreder af sorg og sår.
- Vairë, væversken, som væver verdens historie i store vægtæpper.
- Vána, den evigt unge, foryngeren.
- Nessa, beskytter af hjorte og dådyr, den hurtigste vala.

fikstub